# هرمونات غير موجهة
الهرمونات غير الموجهة هي هرمونات تحفز الخلايا المستهدفة بشكل مباشر لإحداث التأثيرات. وهذا يختلف عن الهرمونات الموجهة، التي يتوجه تأثيرها على الغدة الصماء.
تنتج معظم الغدد الصماء، مثل الغدد التناسلية في البشر، والبنكرياس والغدد الكظرية هرمونات غير موجهة. وتشمل هذه الهرمونات التي تنتجها الغدة النخامية في الدماغ:
- أوكسيتوسين (الفص الخلفي)- لتحفيز إدرار الحليب في الإناث.
- برولاكتين (PRL) (الفص الأمامي) — مشهور بتنوع آثاره بين الفصائل الفقارية. ويشير تنوع الأدوار إلى أن برولاكتين هو هرمون قديم له وظائف تنوعت أثناء تطور المجموعات الفقارية.
- الهرمون المحفز للخلايا الميلانينة (MSH) (الفص الأوسط) — ينظم نشاط الخلايا التي تحتوي على الأصباغ الموجودة في جلود بعض البرمائيات. في الحيوانات، تعمل الهرمونات المحفزة للخلايا الميلانية في الخلايا العصبية لتمنع الشعور بالجوع.
- هرمون النمو (GH)—هرمون الضغط الأساسي. وفي حقيقة الأمر، يمكن اعتبار أن هرمون النمو هرمونًا غير موجه نظرًا لأنه يحفز الكبد على أن يعمل كغدة تنتج السوماتوميدين الذي يستهدف بدوره العضلات والعظام.

## وصلات خارجية
- http://www.mcgrawhill.ca/school/booksites/biology+12/index.php